# Sólheimajökull
Sólheimajökull és una glacera del sud d'Islàndia, entre els volcans de Katla i la glacera d'Eyjafjallajökull. Part de la glacera Mýrdalsjökull, més gran, Sólheimajökull és un indret turístic popular i prominent, ateses les seves dimensions i la seva facilitat d'accés.

## Geologia
Sólheimajökull és una glacera de sortida del casquet glacial Mýrdalsjökull que s'estén sobre la caldera del volcà Katla. Es troba a prop del poble de Vík í Mýrdal, una atracció turística pipular, uns 180km al sud-est de Reykjavík. La glacera es desfà ràpidament a causa de l'augment de les temperatures mitjanes anuals degut al canvi climàtic. És possible que moltes de les glaceres del país desapareguin en el proper segle.